# 漫才ブーム
漫才ブーム（まんざいブーム）は、演芸界において、1980年 - 1982年のごく短い期間に漫才がさまざまなメディアを席巻し、またメディアに消費された一大ムーブメントである。

## 概要
漫才ブームに火をつけたテレビ番組としては『花王名人劇場』（関西テレビ）・『THE MANZAI』（フジテレビ）が挙げられる。このため、両番組のプロデューサーである澤田隆治・横澤彪の二人が「漫才ブームの仕掛け人」として名前が挙げられることが多い。
現在ではこの評価で定着しているが、漫才ブームが起った1980年のマスメディアは「漫才ブームの仕掛け人は、西の澤田隆治、東の中島銀兵」と呼んだ。中島は『笑点』や『お笑いスター誕生!!』、『爆笑ヒット大進撃!!』を手がけた日本テレビのプロデューサーであるが、横澤のその後の功績が非常に大きいため、先の「仕掛け人は澤田と横澤」で定着していったものと考えられる。『THE MANZAI』自体も初回から視聴率15%超と一定の成功を収めていたが、爆発的な視聴率を獲ったのは、1980年7月1日放送の第3回（27.0%、関東地区、ビデオリサーチ調べ）からであるため、同年4月から放送が始まっていた『お笑いスター誕生!!』で、ブームの火はすでについていたという見方もある。1989年にフジサンケイグループが刊行した『鹿内春雄記念アルバム』には「1980年10月スタートの『笑ってる場合ですよ!』で賑やかな漫才ブームが巻き起こった。80年代奇跡のフジテレビ躍進劇は、こうして幕を開ける」との記述がある。澤田に関しては、よく知られているように「1980年1月20日に放送した『花王名人劇場　激突!漫才新幹線』で高視聴率を奪って一気に漫才をブームに乗せた」、「漫才ブームを呼んだ男」など、当時の記事の中に既に書かれている。『漫才新幹線』は、関西で視聴率27.2%を獲得し、同時間帯先発各局にとって波紋を呼んだといわれる。
吉本興業の制作部東京セクションのチーフだった木村政雄は「このブームは大阪で生産し、東京でブームにしてもらい、大阪に逆輸入した」と話した。東京でブームにしたというのは、テレビのキー局であるフジテレビ、日本テレビが常設番組で火をつけたことを意味する。フジサンケイグループ議長から1980年6月にフジテレビ代表取締役副社長に抜擢された鹿内春雄が同局のお笑い番組改革を推し進めたことが大きかった。
吉本興業が当時撤退していた東京事務所を再開設したのは1980年10月のこと（東京吉本#吉本興業東京本社（1980年 - ）。ワンルームマンションの一室に、社員は木村と当時入社3年目若手社員・大﨑洋の二人であった。当時の吉本の考え方は「劇場にお客さんを集めるためにテレビやラジオで顔を売る」という「劇場主義」であったため、仕事があれば東京にも行くが、あくまで本筋は大阪の劇場であった。このため東京事務所はあくまで連絡の窓口で、正式名称は「吉本興業制作部東京連絡所」といった。やす・きよのマネージャーを8年半つとめ、東京のテレビ局にも顔が広い木村政雄は、本社の「劇場主義」を無視して仕事を入れまくり、芸能界の最大のタブーの一つであるダブルブッキングどころか、トリプルブッキング、フォースブッキングも当たり前のように組み、若手漫才師を売りまくった。
それまでも個々に漫才コンビが売れることはあったが、漫才界全体にブームが巻き起こったのはこの時が初めてで、漫才は日本国中を巻き込み、カルチャーの最先端になった。漫才が全国共通の話題として上がる希有なブームでもあった。1980年12月30日『THE MANZAI』第5回生放送の視聴率は、関東で32.6%、関西で45.6%を記録した。木村政雄は「漫才ブームは凄まじいものでした。たった2年間で鎮静化に向かったとはいえ、"それ以前"と"それ以降"では、すっかりと景色を変えてしまうほどのインパクトがあったように思います」と述べている。このブームをきっかけに、後に『オレたちひょうきん族』や『笑っていいとも!』などのバラエティ番組で活躍する芸人たちが台頭する。1970年代は「歌手」こそがテレビの中心で、コント55号とザ・ドリフターズ以外、「お笑い」はテレビ界の中で、添え物、脇役に過ぎなかった。しかし1980年に突如興った「漫才ブーム」の芸人たちが「笑い」をテレビ界の主役に押し上げた。ブームはすぐに収束したが、それを引き継いだ『オレたちひょうきん族』を中心とするお笑い番組とその出演者たち芸人が時代を変えた。
また漫才ブームの時期には、多くの漫才師がレコードを出した。1981年にはザ・ぼんちのシングル「恋のぼんちシート」（フォーライフ・レコード）が1か月で50万枚を突破し、累計80万枚とされる大ヒット、B&Bの「恋のTake 3」も10万枚を超えるヒットとなった。

## 考察と影響
先の演芸ブームで世に出た芸人を「お笑い第一世代」、この漫才ブームのそれを「お笑い第二世代」と呼ぶこともある（これは「お笑い第三世代」なる用語がまずありきの便宜上の呼称（レトロニム）であり、当時はこのように呼ばれることは無かった）。
この漫才ブームの中心的存在だったB&B・ツービート・紳助・竜介の三組に共通する、掛け合いを無視してボケが一方的に喋りまくるという漫才のスタイルを生み出したのは、紳助の解説によれば、松竹芸能の浮世亭ケンケン・てるてるだという。その漫才を見た、B&Bの島田洋七がこの漫才のスタイルを模倣。大須演芸場でB&Bと共演したビートたけしも、B&Bの影響を受け、ツービートはたけし一人が喋りまくるスタイルへ変更した。またその頃、学生だった島田紳助もB&Bの漫才を見て「今からの漫才はこれだ!」と漫才師になったという。そしてツービートと紳助・竜介が最初に出会い、同じ舞台の立ったのは、1978年に日本放送協会が主催する東西の若手漫才師の賞「NHK漫才コンクール」及び「NHK上方漫才コンテスト」（NHK大阪放送局主催）の優秀成績者が集まり、東京・上野の本牧亭で公開収録で放送された「東西若手漫才競演」（NHK総合、1978年3月21日放送）に、無名時代のツービートと紳助・竜介の初めての出会いでもあった。
漫才ブームが爆発した1980年8月、「週刊朝日」は“MANZAIはどこから来たか“という当時の若手の漫才についての考察を載せている。要旨は以下のようなもの。
横山やすし・西川きよしが登場したとき、そのあふれるようなスピード感と生活実感にびっくりしたが（今の若手の漫才）は、スピードがさらに速い。ストーリーもない。会話すらなくて、一方的なギャグの連発。相棒は合いの手を入れるだけ。そのギャグにしても観客全体を相手にしてはいなくて、わかるヤツにはわかる、わからんヤツにはわからなくていい。むしろわからんでくれればウレシイ、といわんばかりのポーズである。少なくとも、いまの漫才ブームの先頭を走るコンビたちは、これまでの漫才から遠く隔たっているようにみえる。毎日放送の浜本忠義（「ヤングおー!おー!」プロデューサー）は「いまの漫才を、これまでの漫才の流の中に位置づけるのは難しい」。読売テレビの有川寛は「かつて漫才は"庶民"を相手にしていた。漫才師がアホになって、客を満足させていたんです。しかし、いまや"庶民"はいない。みんな中産階級になってしまった。漫才は長くその変化に追いつけなかったけど、ここへ来て急激に変わったということでしょう」と話す。また、驚くべきは、昨今の漫才における「言論の自由」の拡大である。その成果は大変なものがある。それまで「差別」に対する批判コワさに、われわれはどれほどびくびくとモノを書いていたか。テレビ局はどれほど神経をとがらせていたか。若手漫才師たちがあっという間に成し遂げた偉業、無謀について深い感慨を持つ。それでも笑って済むのはなぜか。差別も罵倒も、極限までいくとむしろ抽象化されて、アッケラカンとしたホンネの笑いしか残らないのだろうか。古川嘉一郎は「芸といえば、それが一種の芸でしょうね。言葉が一種符丁化されて、ナマナマしい意味を持たなくなっている。きわどい芸です」と話す。
放送評論家・松尾羊一は、1980年11月号の「放送批評」（放送批評懇談会編）に於いて、彼ら新しい世代の漫才について「芸能界の話題、ゴシップ、中傷なんでもござれであり、卑猥なギャグは大いに活用し、相手の頭を叩く、あるいはどつくどころが相手の毒舌に耐えられずボケが勝手に倒れるという風にマンザイは変わってきている」と論じている。「またスピードが非常に早く、そのスリリングな会話と彼ら以前のそれとでは、地面の野球と人工芝の野球の違いがある。ボケとツッコミの会話の完結性の果ての笑い、それがかつての漫才だった。あるギャグでドッとうける。その笑いの波がひくまでの間をおいてから次の話題に入ったものだった。しかし彼らは『ドッと』という笑いをもたない。いやそういう共鳴の笑いを拒否するところがある。高感度のマイクの発達もあろう。捨てぜりふ的なことばも明瞭にひろってくれるマイクの存在も大きい」「彼らを支える大半は若者である。どこのホールでもテレビの公録スタジオでも、ファンはGS親衛隊と同じである。万才がザ・マンザイになったとき、彼らはそこにある笑いが自分たちのリテラシーの世界に属しているものだと直感的に察知する」「笑いが多層化し演じる方も多分にそれを意識しているフシがある。一般にニュー・ウェーブにこれといったストーリー展開はない。アマ的プロ乃至プロ的アマの曖昧な地点で芸界ヒエラルキーに対抗するのである」「漫才界というのは落語界よりも意外に古臭い体質を持っていた。漫才はステージの子であれば自己完結し得た芸だった。むしろ最も非テレビ的な動的な説話だった。しかし今のマンザイからテレビを除いたら殆ど成立しえまい。マンザイはテレビを獲得したときはじめてマンザイなのである。そして過度の類似番組編成によってそのテレビに扼殺されかねない存在でもある」などと論じている。
当時『ポンプ』の編集長だった橘川幸夫は、同書で「旧人類はお呼びでない! ニュー・ウェーブ漫才はデジタルな笑い」「それにしても最近の漫才は攻撃的。悪口罵詈雑言弱者攻撃、すごいですなあ。人々のサドマゾ感覚が拡大したのか、それとも管理されたタテマエ社会の中で、ますます『本当に言いたいこと』が言えない日常が拡大して、それの代償行為として漫才が受け容れたのか、よく分からない」などと論じている。
筑紫哲也は「いまの漫才には本音がある。建て前社会の鬱屈した気分を晴らしてくれる。バアさんをバアさん、ブスをブスとはっきりいうことが、共通一次テストのように鬱屈な思いを強いられている若い世代には爽やかに映るのでしょう。それと客同士が飛ばすような駄洒落をステージでもやるんで舞台と客席との距離感がない。それがこのブームを支えているのだと思います」と解説している。
澤田隆治は「漫才がマンザイとなり、さらにMANZAIへと進んでいる象徴的なことは、エンタツ・アチャコ以来漫才師のシンボルが背広であったのを、どんどん脱ぎ捨てたこと、セントの革ジャンにブーツ、B&BのTシャツ、たけしのハーレムパンツ、紳助・竜介のツナギと、昔だったらあんな格好で高座に出たら客に失礼だとヒンシュクを買った高座着で堂々と出た。この感覚が彼等を時代の寵児にしているのだと思います」と話した。
当時の東京漫才協団会長・コロムビア・トップは「若手たちのあの格好は常識を打ち破りましたネ。だがそれが若い人たちの共感を呼んだんですから、ナウな時代感覚を持っているのでしょう。アニメで育ったガキ、そういっちゃいかんが、子供たちはゆっくり話を聞かない。ぼくらにいわせれば、漫才でも何でもないものなんだ。彼らの話は一口コントというか落語でいうとマクラを羅列しているだけのものです。それと若手の中には下ネタをカムフラージュなしでストレートに言ってしまうものもいる。これでは私たちはついていけない。ブームはそれで育つかもしれませんがね。私は三十年来、年末年始は家にいたことがなかったですが、東宝演芸場がなくなったこともありますが、この年末年始(1981年正月)は、ほとんど家にいました。正月番組は三本あったが全部審査員でした。まあ若手の漫才に世間さまが気をとめてくれたことはありがたい。そしてこれが引き金となって、お客さんがオーソドックスなものに目を向けて下さるようになったらその功績は大きいですね」、獅子てんやは「高座はスーツの正装、靴下姿っていうのが不文律でしたよ。それをブーツ着用やらTシャツで破り去った。この感覚は一世代前の漫才師には考えられませんでした。画期的なことでしたね。今になっては自分たちへの反省も含めて彼等に賞賛の言葉を送りたいですね」、昭和のいるは「私らコンビ11年でもテレビランクは二人で二万円。仕方がないからタビ（地方回り）に出る。出ればテレビにゃ出られない。ふっと気がついたら弟弟子（セント・ルイス）の方が売れていました」などと述べている。
吉川潮は「東京の漫才師は芸人（落語・色物など ※原文のまま）の中でも活字を読まない古い因襲にとらわれる人たちだった。それを哲学書と機械工学書を愛読するというセントが打ち破ったんです。セントはかねてから『尊敬出来ない先輩に挨拶する必要はない』と楽屋の常識を平気で無視してましたしね。だから保守的な人たちからずいぶん嫌われて迫害じみたことも受けたようです。たけしにしても本来なら漫才師になるような頭じゃない。兄二人が東大出なのに彼だけ私大というんで、コンプレックスから笑いの世界に入ったのですから」などと述べている。
横澤彪は「同じ漫才でも見せ方によってこんなに変わるんだ、と若い人にアピールすることができた。それまでの演芸番組からバラエティー番組に変わったんです。これが大きかった。若いジェネレーションが"笑う"ということを忘れていたわけでしょう。その層に受け入れられたことが一番大きかった」、漫才ブームを足掛かりに次々と番組を当てた当時のフジテレビに関して「あの時代が一番良かったですよね。そういう良き時代は二度と来ないんじゃないですかね」などと述べている。
お笑い通を自称する糸井重里は、「エンタツ・アチャコからの伝統だった"きみ"と"ぼく"の掛け合い漫才は、最後に『どうも失礼しました』と言うことでそれまでのデタラメを帳消しにできる。漫才はそのためには、スーツであること、"きみ"と"ぼく"であることがとても大切で、だからこそ、『ドアホ！』と言えたんです。やすきよまではその影響下にあった。そういった伝統を壊していったのが『THE MANZAI』に端を発する"漫才ブーム"。80年代初頭、漫才の伝統を継承したやすきよが頂点に立ち、同時に伝統を壊す漫才も台頭してきたんです。ツービート、B&B、ザ・ぼんち、島田紳助・松本竜介。彼らはスーツじゃなく普段着だったし歌も歌った。そしてここから、『誰がホンを書くか』の問題になっていく。つまり、やすきよまでは漫才と台本は分業が主流でしたが、ツービート、B&B、紳竜から『シンガーソングライター』になったんです。自分の漫才は自分で書く。『ホンと芸を両立させてこその漫才』だと。その一つの結論が又吉直樹の芥川賞受賞なんですね」などと論じている。
ブームが沈静化した1982年5月の『週刊読売』の特集「テレビ開局30年 第一線テレビマン座談会」で、ブームの仕掛け人の一人だった中島銀兵は「漫才ブームと言われた時に、ぼくはそうじゃない。それはキャラクターブームだと言ったんです。漫才が受けてるんじゃない、キャラクターが受けてるんだと。残ってる人はキャラクターとして残っているわけです。それをうまくかき集めて作ったのが『オレたちひょうきん族』なんですよ。歌とお笑いは共通する部分があり、だからピンク・レディーがいた時にB&Bが出てきたかといえば、おそらく出てこなかったでしょうね。サイクルの時にB&B、ツービート・紳助・竜介、あのあたりのキャラクターが受けただけであって、誰も漫才を聞いてはいないんです。ところが漫才の定型を云々する演芸評論家は、あんなものは漫才じゃないと主張したんです。ぼくは、テレビ演芸は小屋演芸とは違う、これでいいんだと言ったんです。むしろ、彼らに刺激されて、今までの漫才家がどんどん出てきたら、本当の意味での漫才ブームがきたと思うんですが、結局、出てこなかったでしょう。やはり、キャラクターが受けたんだと思います」などと述べている。
短期間でブームが去ったと説明されることの多い"漫才ブーム"であるが、ブーム直前から関西で演芸を取材してきた元大阪新聞記者・金森三夫は「蛇口をひねれば水、チャンネルひねれば漫才が出ると言われ、半年で飽きられるかと思ったら2年続いた」と、それまで地道に努力を続けていた若手漫才師たちの頑張りで、「むしろブームは長く続いた」と評価している。

## 芸能界への影響
漫才ブーム前夜の1978年 - 1979年にかけ関西演芸界は沈滞ムードに包まれ、漫才界はどん底状態。演芸場の閉鎖にベテラン勢の訃報、人気コンビの解散や引退など暗いニュースが相次いだ。吉本はうめだ、なんば、京都に3花月劇場を経営していたが、関係者からは「もう閉めないとアカンのちゃうか?」という声も上がっていた。1978年に吉本に入社した大﨑洋は「僕が吉本に入った頃は、やすきよさんの稼ぎで社員が食べられていた規模でした。漫才ブームの前で、劇場には『悪場所』の雰囲気がぷんぷん。滅び行くものを芸人さんと走りながら売っていくんやな、と最初に思いましたね」などと述べている。NSCの初代校長・冨井善則は「当時は芸人も経済的に厳しかったんとちゃいますか。ベテランも経済的に安定しないと弟子を取れない。取りたくなかったんじゃないかと思う」と話している。そこへ突如やってきたのが漫才ブームである。
このブームによって、それまで演芸場の延長線上でしかなかった漫才の客層が大きく変化し、若い女性を中心とするファンが増え、漫才師がアイドル的な人気を得るようになった。前述のようにタレントの中心位置が「歌手」から「笑い」に切り替わり、後のお笑い第三世代と共に、お笑い芸人に対してあったネガティブな印象（泥臭い、格好悪い、いくら頑張っても力関係では歌手の前座で露払い、太鼓持ちなど）を払拭するとともに、高額なギャラを取るお笑い芸人が続出するようになった。例えば大阪時代のB&Bの年収は、二人合わせて70万円足らずだったといわれるが、ブーム時には番組1回の出演料がそれぐらいあったといわれる。木村政雄は「それまでどちらかというと、大人の専有物の感があった"笑い"が、広く"若者"にも開放された。若者に広く認知されたことによって、それまで、ドラマや歌謡界に比べて、いくぶん低く評価されてきた"笑い"というもののステータスが上がった」と述べている。
「サンデー毎日」は1981年1月4日・11日合併号に掲載した“わッニュー漫才だ! ヤングを捉えるスピードとパワー“という記事で「1980年は"MANZAI元年"。万歳でも、漫才でもなく、まさにMANZAI! ナウで、シティー感覚あふれたニュー漫才が突如、爆発的ブームを呼んだ」と紹介している。代々木の山野ホールでの「お笑いスター誕生!!」の公開録画にぎっしり詰めた客は99％がヤング。人気漫才師の親衛隊が陣取り会場を盛り上げる。「○○サーン」と黄色い声が飛び、五色のテープが舞う。漫才師は、もはや芸人のイメージから遠く、ロックスターの世界へ飛翔した感じである。ニュー漫才とも、ニューウェーブともいう、従来の漫才とはパワーが違う。もはや漫才作家などというものは存在が許されない。とてもじゃないが、いまの感覚についていけないからだ。したがって台本は漫才師が自分たちで書く。これがやれなきゃ結局は伸びていけない。漫才作家は失業して、演芸評論家になった。澤田隆治は「ヤングパワーは時代を切り取った。古い作家には出来ないんですよ」と話した。小島貞二は「昔は台本作家が書き、演出してストーリー性を持たせるのが漫才だった。いまは対話のスピードが常識を外れている。若い人の台本は私にはとても書けませんね」と述べている。漫才ブーム以前の漫才は作家がいたが、漫才ブーム以降の漫才師のネタは自作が多く、澤田は「作家はいらん」と言った。漫才ブーム以降は芸は不要、キャラクターが売れる時代になったという見方がある。
ただし上記のような見解や風評を否定するような発言をする当事者も多くいた。例えば西川のりおは「つらかったのは、僕らがポッと出の新人だと思われたこと。ほとんどが十年以上のキャリアを持っていて、一度に機が熟したから、これだけ大きなブームが起こったんですわ」と述べており、高田文夫もひょうきん族について「動ける環境を作っておけばみんな期待以上の働きをしてくれた。みんな基礎が出来ていたからね。」と語っている。
降って湧いた漫才ブームで、漫才師志望者が激増した。ミヤコ蝶々が1977年に開いた「蝶々新芸スクール・漫才部」は1979年まで、年一組か二組程度の入部希望者だったが、1980年に九組18人に増えた。また松竹芸能漫才教室には大阪工業大学の漫才研究会から小学生までどっと志望者が増え、1980年に十数組三十余人が通うようになった。志望者は圧倒的に18、9歳の若者で「有名になりたい、金を稼ぎたい、それには漫才が一番」と志望動機を話した。1980年末に漫才師は関西で60組、120人、東京に60数組140人いたといわれた。そのうち名前が売れているのは20組前後で、残りはくすぶり組であった。B&Bは1976年頃から一部では注目されていたが売れず。ザ・ぼんちも同じで、わずかに阪神・巨人と紳助・竜介は、くすぶり経験なしでブレイクした。
東京を基盤とする太田プロダクション、大阪を基盤とする吉本興業の所属タレントに多く漫才ブームで活躍したコンビが所属したため、これ以降テレビ業界での両事務所の影響力が拡大した。漫才ブーム以前1970年代後半の吉本興業は、社員数120人、年商40億円程度であったが、1995年には社員数180人、年商は190億円に拡大した。社員の数は五割増えただけなのに、売上げは五倍になったのである。その決定的なターニングポイントが漫才ブームであった。また、吉本興業はそれまで番組制作でタブーとされてきた「同一事務所所属タレントの表裏出演」を解禁し、現在に続く裏番組のルールを大きく切り替えることとなった。
また、木村政雄は「（漫才ブームは）それまで東京では、広く認知されているとは言えなかった関西弁に『市民権を与えた』と言ってもいいのかもしれません。なるほど、それ以前にも、東京の漫才界にてんや・わんやコンビの瀬戸わんやさんや、2代目桂小南さんのような関西出身者はおられたのですが、まだまだ希少な存在でしかありませんでした。それがテレビを通じて、B&Bや吉本勢の口から、日々耳に入ってくるようになったのですから、耐性ができても不思議ではありません。おかげでそれ以降、アウェーの東京でも関西弁の通りがずいぶんと良くなってきたような気がします」と述べている。ビートたけしは関西弁一色の当時の状況に胃が痛くなる思いだったと回想している。
異常ともいえた「漫才ブーム」は、1、2年程度で衰えたが「お笑いブーム」そのものは、衰えるどころか、ますます勢いを増した。その中心になったのは上記の漫才ブームにのって出てきた顔ぶれである。「ブームが生んだタレント人気は、そのブームの衰退とともに消える」のが、それまでの常識であったが、彼らは漫才ブーム去ればさらりと漫才を捨て、簡単にコント芸人に転身した。見る側も、初手から彼らを漫才師と思っておらず、お笑いタレントとして見ていたから、その転身に別段の抵抗感もなかった。漫才コンビを単体で集めた『オレたちひょうきん族』が、お化け番組『8時だョ!全員集合』と裏番組で視聴率争いを始めた1982年には、当時のマスメディアも大きく取り上げた。また山城新伍の『アイ・アイゲーム』（フジ）なども人気を集め、この頃から権威に対するパロディが茶の間という公式の場で大手を振るという、テレビ界に娯楽番組の新しい流れが生まれた。
吉本興業の若手芸人養成所「NSC」は、漫才ブームが下火になった1982年であるが、開講の引き金になったのは漫才ブームである。NSCの初代校長・冨井善則は「漫才ブームが起こって開講を考えた。ブームで出た漫才師はセンスも違っていた。紳竜なんて、われわれの考えていた漫才を超えていた。そこで若いお客さんが欲している感覚の芸人を育てないとアカンと思った」と話している。
ダウンタウンの松本人志も漫才ブームに強く影響を受けた一人である。松本は漫才ブームについて、「リバイバルのカルチャーショックだった。小学校の頃思っていた、『人を笑いで楽しませるってことはこんなに素敵な仕事なんやなあ』ってことをあの漫才ブームのときに再認識させられた」と語っている。ブーム当時は紳助・竜介のファンで、「ザ・ぼんちやオール阪神・巨人は漫才がものすごく上手い。だけど（紳助・竜介は）そういう漫才の上手い下手じゃないところでトップを走っていた。感性やセンス、つまり発想で勝負していた。漫才ブーム以降、漫才の上手い下手ではなく、発想で勝負できるようにお笑いというものが変わった」と語っている。

## 代表的な漫才コンビ
上方の漫才師は秋田實の新人発掘と漫才作家の勉強会「笑の会」出身者が多い。
- B&B
- ツービート（休止状態であったが、事実上復活）
- 島田紳助・松本竜介（1985年解散）
- 横山やすし・西川きよし（1989年解散）
- 星セント・ルイス（2003年解散）
- 今いくよ・くるよ（2015年に今いくよが2024年には今くるよが死去、自然消滅）
- おぼん・こぼん
- オール阪神・巨人
- ザ・ぼんち（1986年解散、2003年復活）
- 西川のりお・上方よしお
- 太平サブロー・シロー（1992年解散）
- 春やすこ・けいこ（1983年に春けいこが出産、事実上解散）

など。ザ・ぼんちのぼんちおさむは、漫才ブームについて「まったく売れていなかった8組それぞれにうっぷんがたまっていだけに、爆発力が強かった。それにみんなネタもかぶっていなかった」と述べており、漫才ブームは8組によって興されたと論じている。

## 代表的な番組
- 花王名人劇場（関西テレビ）
- THE MANZAI（フジテレビ）
- お笑いスター誕生!!（日本テレビ）
- 笑ってる場合ですよ!（フジテレビ）
- クイズ漫才グランプリ（フジテレビ）
- ザ・マンザイクイズ（文化放送）